# Lohmühle (Duisburg-Baerl)

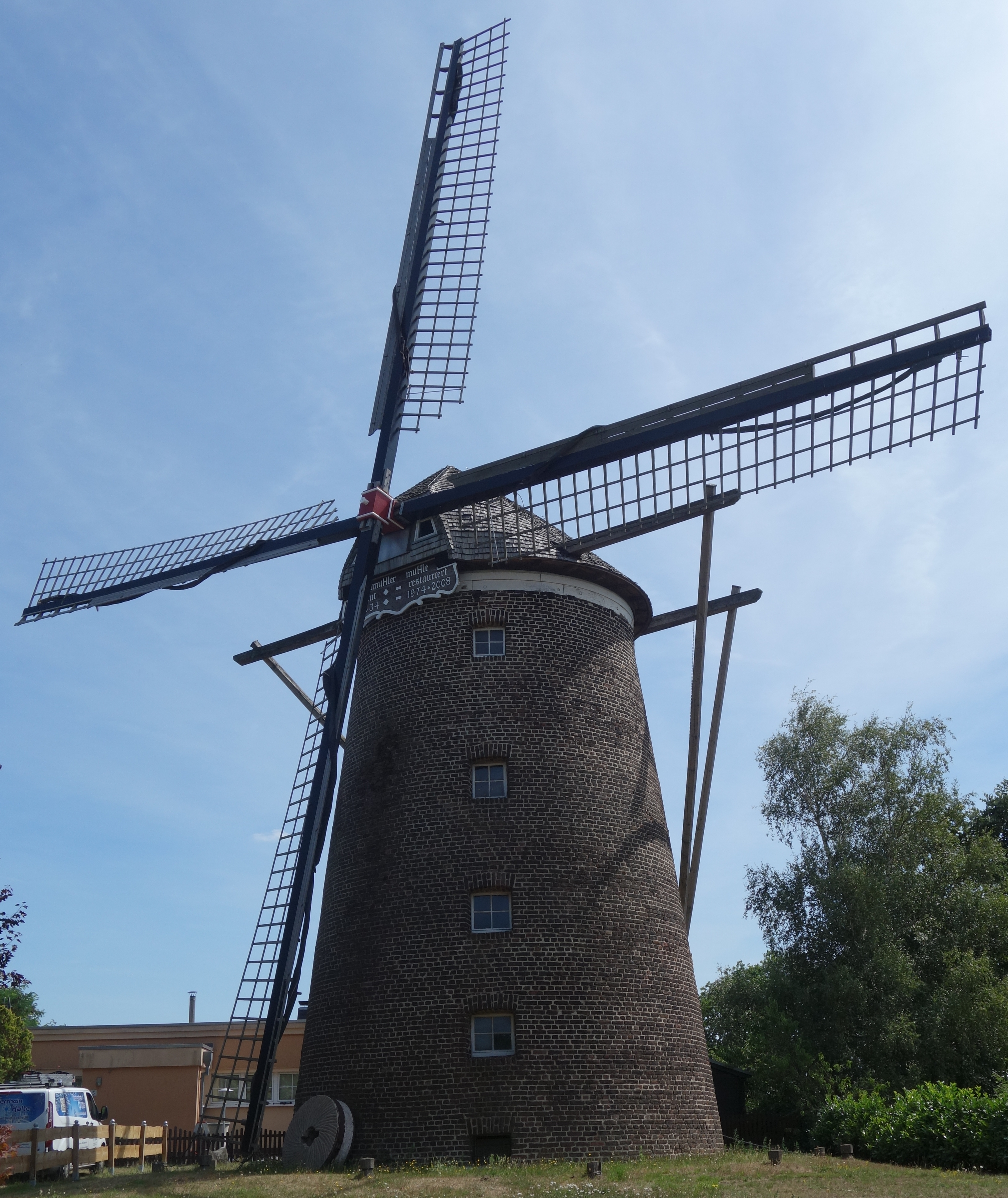
Lohmühle

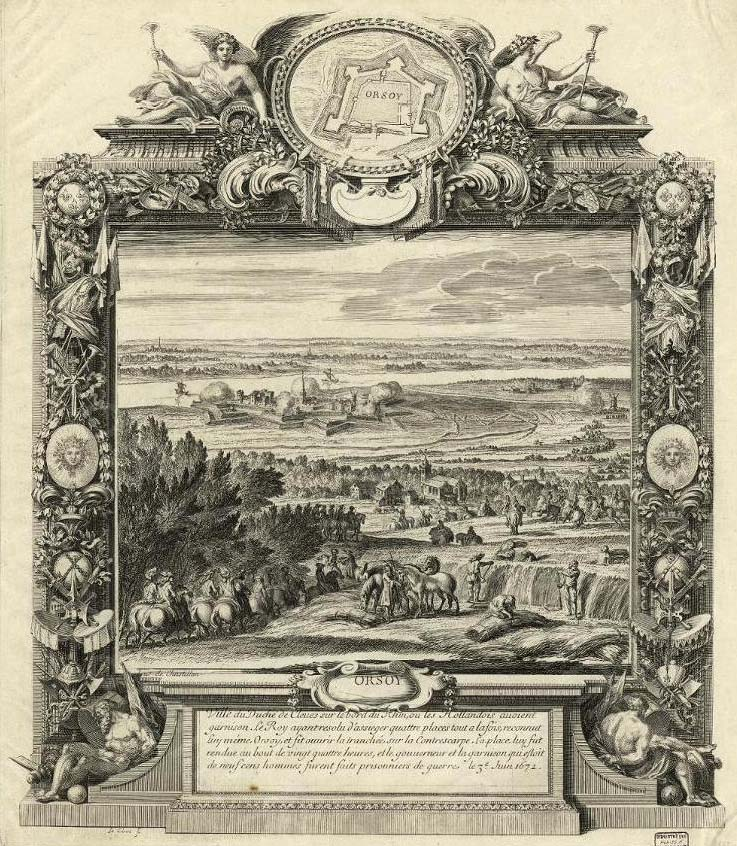
Besetzung der Stadt Orsoy durch Ludwig XIV. Ganz rechts vermutlich eine Vorgängerversion der Lohmühle.

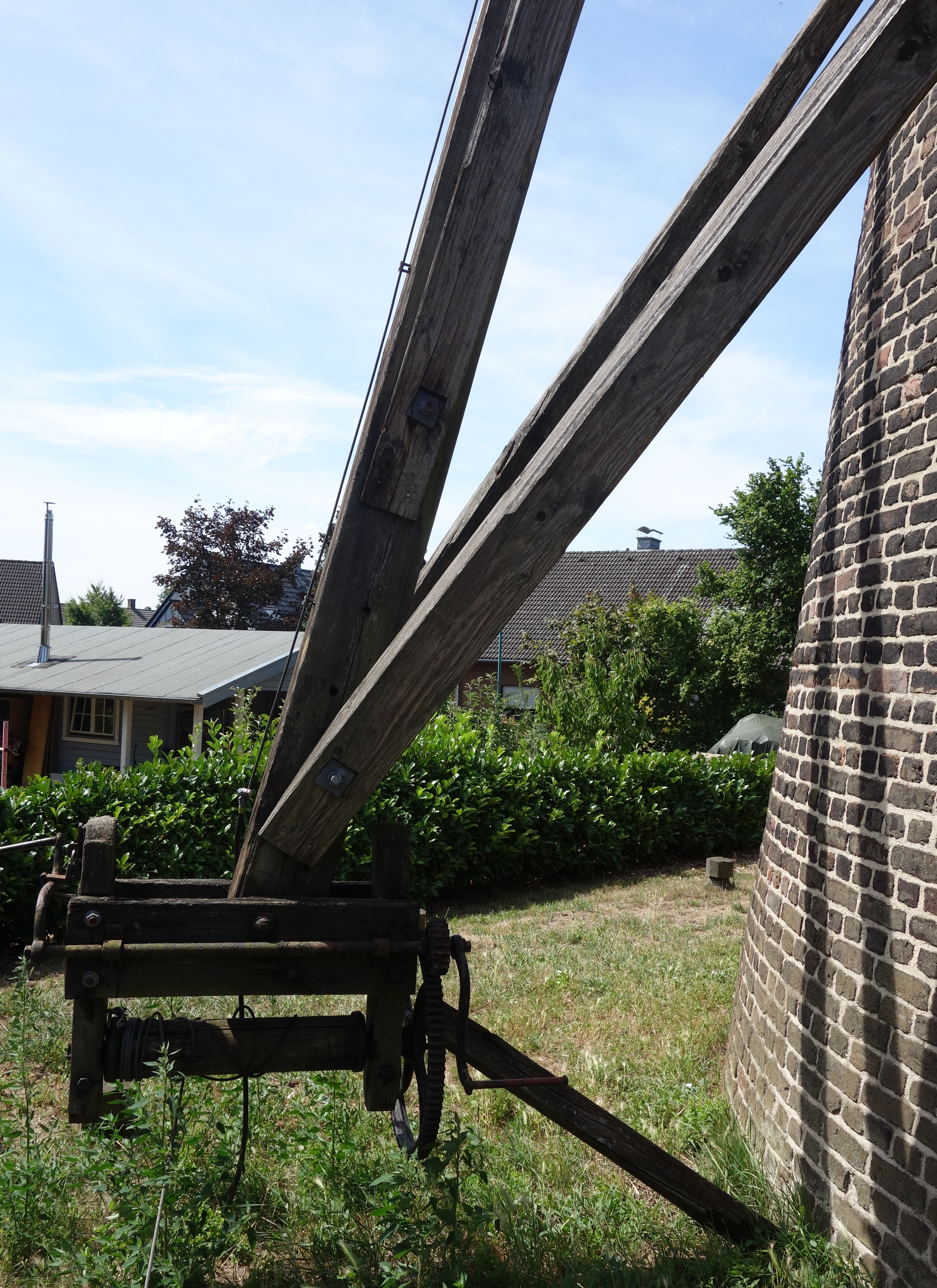
Steert mit Drehwinde

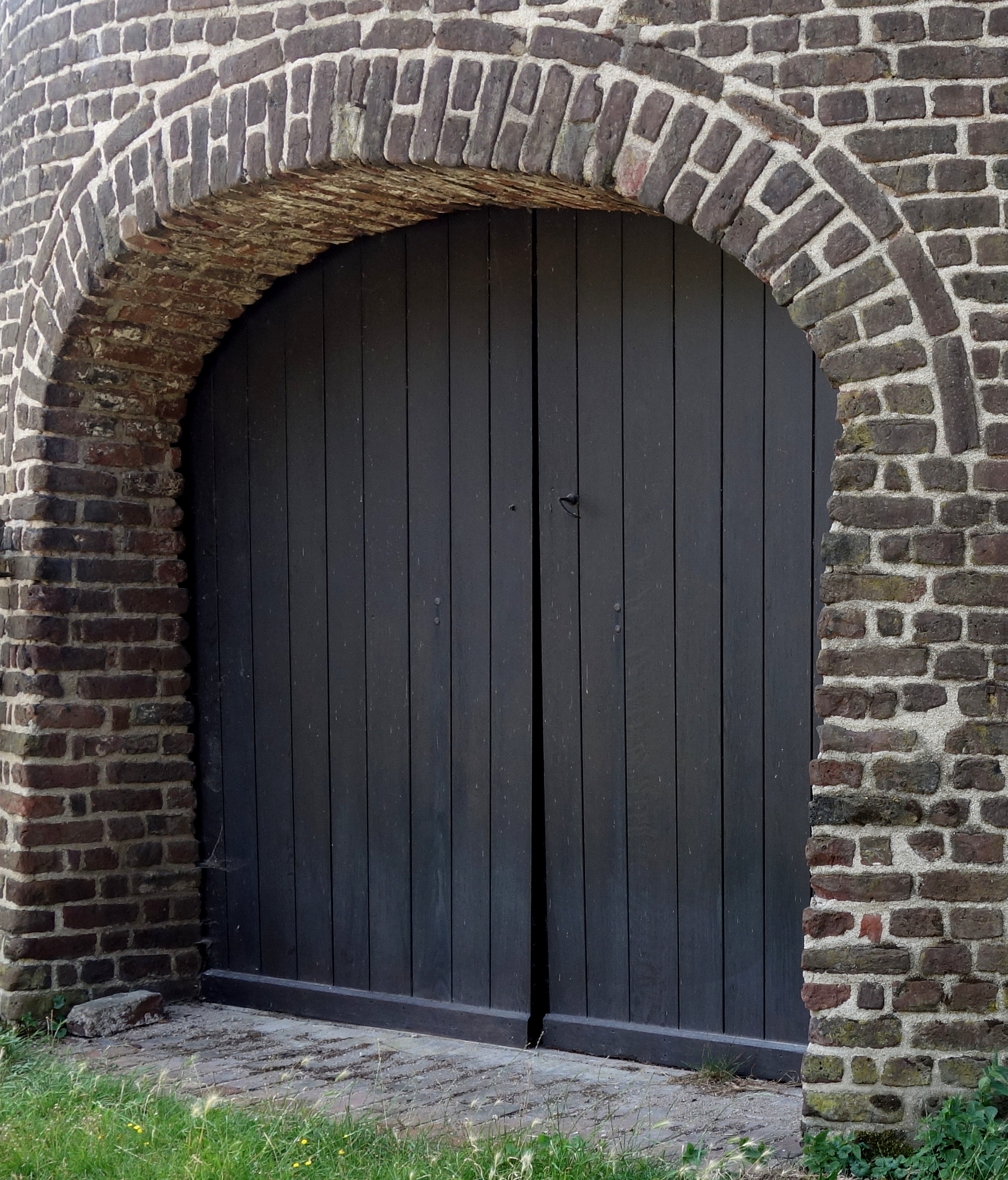
Einfahrtstor

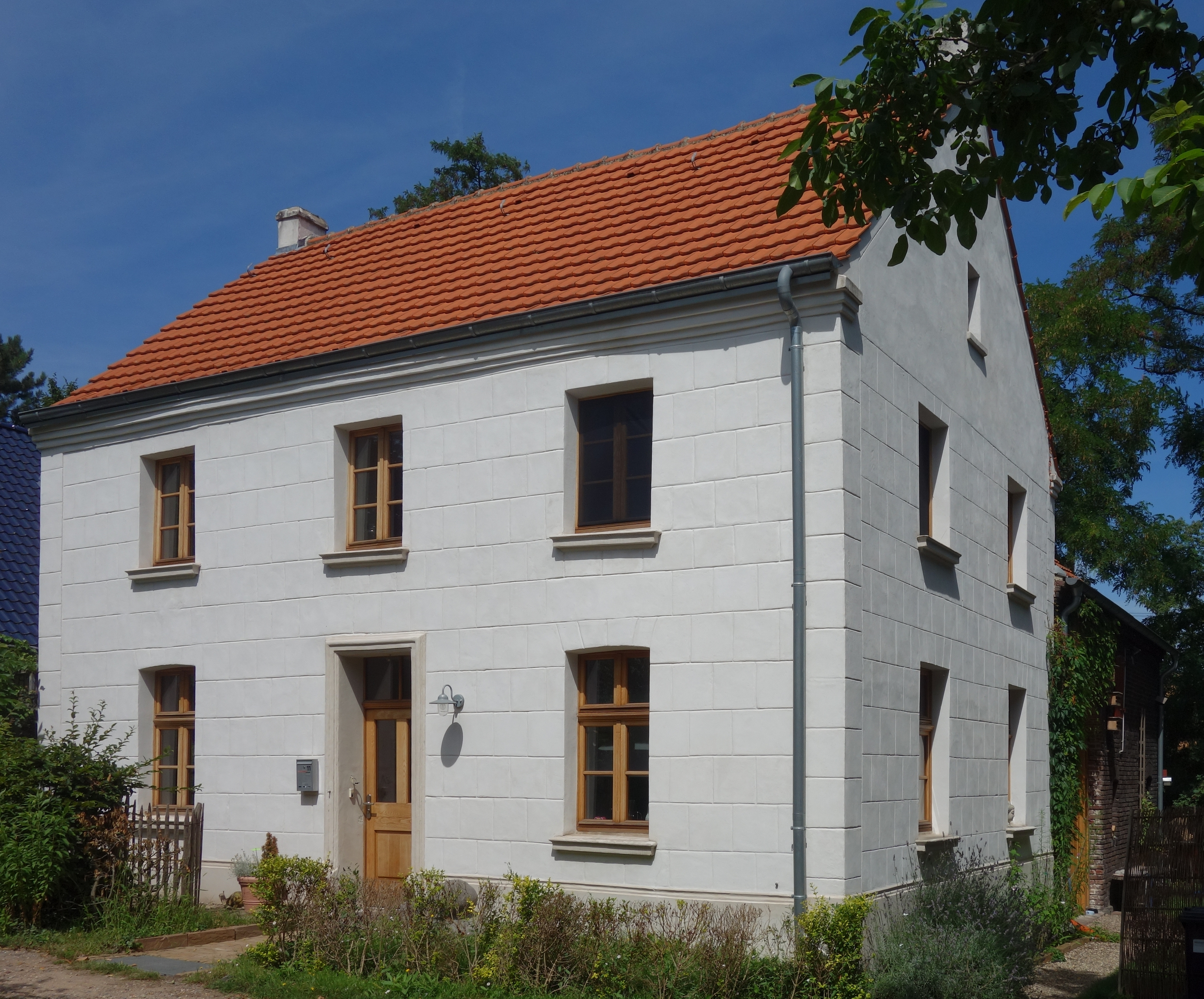
Müllerhaus (Haupthaus)

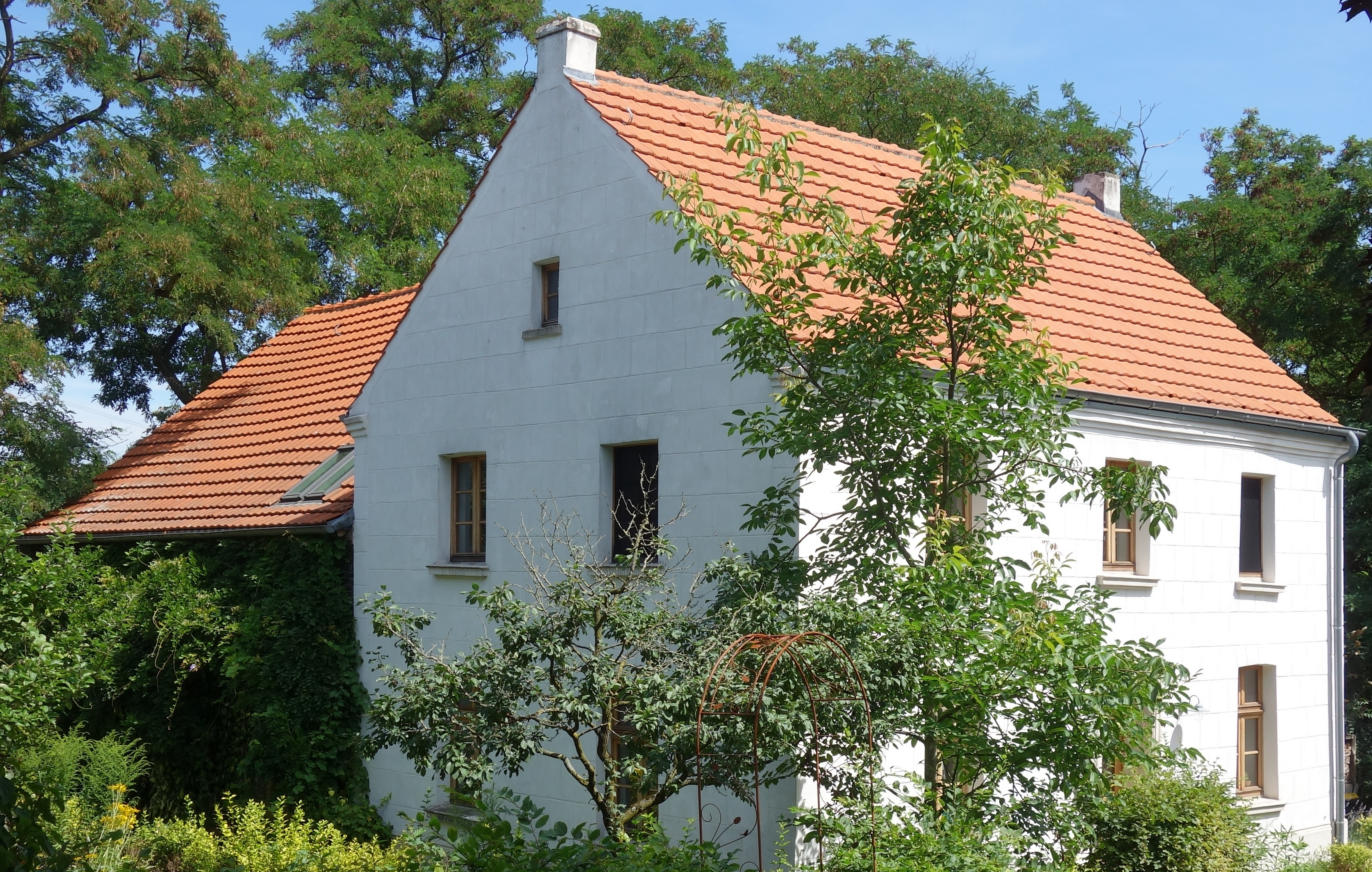
Müllerhaus mit Anbauten

Die Lohmühle, auch Lohheider Mühle genannt, ist eine ehemalige Turmwindmühle im Duisburger Stadtteil Baerl in Nordrhein-Westfalen. Sie ist vom Mühlentyp Erdholländer mit Steert und Segelgatterflügeln.
Die Lohmühle wird gelegentlich mit der ebenfalls in Baerl stehenden Lohmansmühle verwechselt.

## Lage und Beschreibung
Die denkmalgeschützte Lohmühle befindet sich auf einem Deich eines alten Rheinarms zwischen dem Naherholungsgebiet Lohheider See und der Agrarlandschaft Binsheimer Feld. Zu beiden Seiten des Deichs ist ein schmales Wohngebiet entstanden, in dem sich das Mühlengelände befindet.
Die von einer Wiese umgebene vierstöckige Lohmühle ist aus Feldbrandziegeln auf einem künstlich angelegten niedrigen Hügel errichtet und besitzt noch die ursprüngliche Mahltechnik. In das Untergeschoss gelangt man durch ein Einfahrtstor für die damaligen Getreidefuhrwerke. Der Weg in den ersten Söller führt über eine schmale Eingangstür und eine Treppe.
Das ebenfalls denkmalgeschützte ehemalige Müllerhaus am Fuße der Lohmühle wurde 1870 erbaut. Das als Selbstversorgerhof errichtete T-förmige Gebäude besteht aus einem Haupthaus mit einer für die damalige Zeit typischen Quaderputzfassade und einer Scheune mit Stallungen.

## Vorgängermühlen
Vorgängermühlen der heutigen Lohmühle lassen sich bis in das 15. Jahrhundert zurückverfolgen. Gemäß einer Skizze um 1550 und Karten von Gerhard Mercator und van Heurdt gab es an dieser Stelle schon zwei Mühlen. Die eine war eine Wassermühle am Lokbach, der heute auf der Ostseite des Deiches fließt. In dieser wurde Eichenrinde zu Gerberlohe gemahlen. Die andere war eine als Getreidemühle betriebene Bockwindmühle. 1719 wurde an der Stelle der heutigen Mühle eine Bockwindmühle errichtet, die 1832 einem Sturm zum Opfer fiel.

## Geschichte der heutigen Lohmühle
1834 wurde die jetzige Lohmühle als Ersatz für die 1832 zerstörte Bockwindmühle errichtet. Nachdem sie 1916 ihre Flügel verloren hatte, wurde sie auf Elektrobetrieb umgestellt. 1960 wurde der Mahlbetrieb eingestellt und die Mühle stillgelegt.
Nach historischem Vorbild wurde die Lohmühle 1974 einschließlich ihrer gesamten Technik umfassend restauriert. Nachdem Mitte 2016 auch neue Stahlflügel mit einer Länge von jeweils 25,8 Metern montiert wurden, ist der ursprüngliche Zustand der Lohmühle funktionsfähig wiederhergestellt. Heute werden hier zu Schauzwecken Mahlaktionen vorgeführt.
Am 27. Juni 2007 wurde in der Lohmühle der Mühlenverein Lohmühle e.V. gegründet, der sich zum Ziel setzte, die Lohmühle langfristig als Baudenkmal zu erhalten und sie im Sinne der Heimatpflege, Bildung, Wissenschaft und Kultur zu nutzen.

## Denkmalschutz
Die Lohmühle wurde am 18. Juni 1985 unter der Nummer 93 und das Müllerwohnhaus am 26. Juni 1995 unter der Nummer 376 in die Liste der Baudenkmäler in Duisburg-Homberg/Ruhrort/Baerl eingetragen.